# Michielina della Pietà
Michielina (también conocida como Michaelis o Michieletta) della Pietà (fl. ca. 1700-1744) fue una compositora, violinista, organista y profesora de música italiana.

## Biografía
Fue una niña expósita admitida el Ospedale della Pietà. Recibió una completa formación musical desde la infancia temprana en el coro, o escuela de música, ligado al convento. Llegó a ser su organista principal, además de participar activamente en la orquesta como violinista. Su labor compositiva se alargó durante las direcciones de Francesco Gasparini, Giovanni Porta, Gennaro D'Alessandro, Nicola Porpora y Andrea Bernasconi en la escuela y la autorizaron a impartir enseñanzas de música en 1726. 
Junto con Agata, Anna Maria y Santa della Pietà, Michielina fue una de las niñas expósitas residentes en el Ospedale que llegaron a ser compositoras.

## Obra
Es conocida por haber compuesto una letanía para el Festín de la Natividad en 1740 y un arreglo del himno Pange lingua en 1741. No se sabe nada más sobre su actividad o su vida.